# RTS HD
RTS HD srbsky РТС HD je srbská státní televize, první digitální televizní stanice v Srbsku, který vysílá ve vysokém rozlišení.
Vysílání bylo zahájeno 09. září 2009.
Původně vysílal v jen v Bělehradě a Novém Sadu, později rozšířil vysílání na celém území Vojvodiny.
Dne 21. března 2012 byla převedena do formátu a DVB-T2, poté už vysílala po celém Srbsku.